# Oakdale, Minnesota
Oakdale là một thành phố nằm ở quận Washington thuộc tiểu bang Minnesota, Hoa Kỳ. Thành phố có diện tích km2, dân số theo ước tính năm 2000 của Cục điều tra dân số Hoa Kỳ là 26.653 người.

## Nhân khẩu
Theo điều tra dân số 2 năm 2000, đã có 26.653 người, 10.243 hộ gia đình, và 7.129 gia đình sống trong thành phố. Mật độ dân số là 2,408.4 người trên một dặm vuông (929.6/km ²). Có 10.394 đơn vị nhà ở mật độ trung bình của 939.2/sq mi (362.5/km ²). Cơ cấu điểm chủng tộc của dân cư thành phố là 92,21% người da trắng, 2,29% người Mỹ gốc Phi, 0,36% người Mỹ bản xứ, 2,45% châu Á, Thái Bình Dương 0,01%, 0,77% từ các chủng tộc khác, và 1,91% từ hai hoặc nhiều chủng tộc. Hispanic hay Latino thuộc một chủng tộc nào được 2,75% dân số.
Có 10.243 hộ, trong đó 38,5% có trẻ em dưới 18 tuổi sống chung với họ, 55,2% là đôi vợ chồng sống với nhau, 11,1% có nữ hộ và không có chồng, và 30,4% không lập gia đình. 25,2% của tất cả các hộ gia đình đã được tạo ra từ các cá nhân và 7,2% có người sống một mình 65 tuổi hoặc lớn tuổi hơn là người. Cỡ hộ trung bình là 2,59 và cỡ gia đình trung bình là 3,14.
Độ tuổi cư dân thành phố gồm 29,0% ở độ tuổi dưới 18, 7,2% 18-24, 34,6% 25-44, 20,7% từ 45 đến 64, và 8,4% từ 65 tuổi trở lên người. Độ tuổi trung bình là 34 năm. Đối với mỗi 100 nữ có 93,1 nam giới. Đối với mỗi 100 nữ 18 tuổi trở lên, có 87,0 nam giới.
Thu nhập trung bình cho một hộ gia đình trong thành phố là $ 56.299, và thu nhập trung bình cho một gia đình là $ 66.680. Phái nam có thu nhập trung bình $ 42.371 so với 32.343 $ cho phái nữ. Thu nhập bình quân đầu người của thành phố là 24.107 $. Khoảng 2,9% của các gia đình và 3,6% dân số sống dưới mức nghèo khổ, trong đó có 4,1% của những người dưới 18 tuổi và 3,9% của những người 65 tuổi hoặc hơn.